# Молоток (журнал)
«Молоток» — российский молодёжный журнал, выходивший с 1999 по 2008 годы.
Журнал «Молоток», принадлежащий ИД «Коммерсантъ», выпускался с 1999 года тиражом в 215 тысяч экземпляров и был ориентирован на молодёжную аудиторию.

## Создание
Журнал «Молоток» появился в 1999 году в издательском доме «Коммерсантъ». Автором идеи стал телеведущий Фёдор Павлов-Андреевич. Он фактически руководил журналом, хотя официально должность главного редактора занимала Екатерина Миль, работавшая с Фёдором на ОРТ в «До 16 и старше…». Pr-директором издания стал ведущий популярной молодёжной телепрограммы «Башня» (канал РТР) — Андрей Заруев (сейчас основатель рекламного агентства Top Indoor Media, соавтор книги о России Icons of Russia).

## Редакторы
Фёдор Павлов-Андреевич, несмотря на занятость в телеиндустрии и театральных проектах, был всегда полностью погружён в работу редакции: с ним обсуждалась концепция каждого номера и ключевые материалы. Кроме того, он придумывал обложку и всегда сам писал письмо редактора.
В работе над журналом в разные годы принимали участие многие известные журналисты.
Анна Карабаш (сейчас — внештатный автор журналов Forbes и Tatler) вместе с Фёдором Павловым-Андреевичем участвовала в создании первых номеров.
Арсений Виноградов (сейчас шеф-редактор журнала «Glamour») в 2000-е годы работал литературным редактором в «Молотке», а позже стал заместителем главного редактора.

## Тематика
Журнал отличался откровенной тематикой и смелостью подачи материала — от статей на интимные темы до воспоминаний участников Чеченской войны.
По воспоминаниям Арсений Виноградова, публика, особенно поначалу, считала журнал слишком разнузданным — люди не были готовы к откровенным темам. Позже журнал стал мягче, но все равно часто подвергался критике — и с точки зрения лексики статей, и с точки зрения их тематики.
Средний возраст аудитории журнала не превышал 20 лет. По словам Виноградова, контент «Молотка» ориентировался на молодую аудиторию, пытался говорить с ней на одном языке. «В одном случае решали, что да, это чересчур, в другом — давайте публиковать, всё равно они это обсуждают между собой, уж лучше мы им это расскажем, может, чуть более правильно, чем они сами себе могут представить» — вспоминает он.
«Молоток» неоднократно оказывался в центре внимания властных структур. Сначала материалами издания заинтересовалась Генеральная прокуратура РФ, усмотрев в нём нарушение целого ряда законов РФ («О средствах массовой информации», «Об основных гарантиях прав ребёнка в Российской Федерации» и «О наркотических средствах и психотропных веществах»). Затем ГУВД Москвы добилось возбуждения уголовного дела по статье «незаконное распространение порнографических материалов». Однако журнал так и не был закрыт.

## Закрытие журнала
«Молоток» закрылся в 2008 году по решению совета директоров ИД «Капиталъ».
Причин для закрытия журнала, по словам Виноградова, было две. Во-первых, в 2008 году из-за экономического кризиса начались проблемы с рекламой, а издавать журнал на свои деньги никто не планировал. Второй проблемой для журнала стало развитие интернета. Весь контент о звёздах, отношениях, любви стал доступен по запросу в поисковике.
Аналитики также предполагают, что причиной закрытия «Молотка» могло стать падение интереса аудитории и, как следствие, падение интереса рекламодателей и рентабельности издания.